# Jordania na Letnich Igrzyskach Olimpijskich Młodzieży 2010
Jordanię na Letnich Igrzyskach Olimpijskich Młodzieży w Singapurze w 2010 reprezentować będzie 6 sportowców w 4 dyscyplinach.

## Skład kadry

### Badminton
- Mohammad Qaddoum

### Gimnastyka

#### Gimnastyka artystyczna
- Adham Alsqour

### Pływanie
- Sara Hayajna
- Omar Mithqal

### Taekwondo
- Yazan Alsadeq - kategoria +73 kg  brązowy medal
- Dana Touran - kategoria 49 kg  srebrny medal